# 우량카이

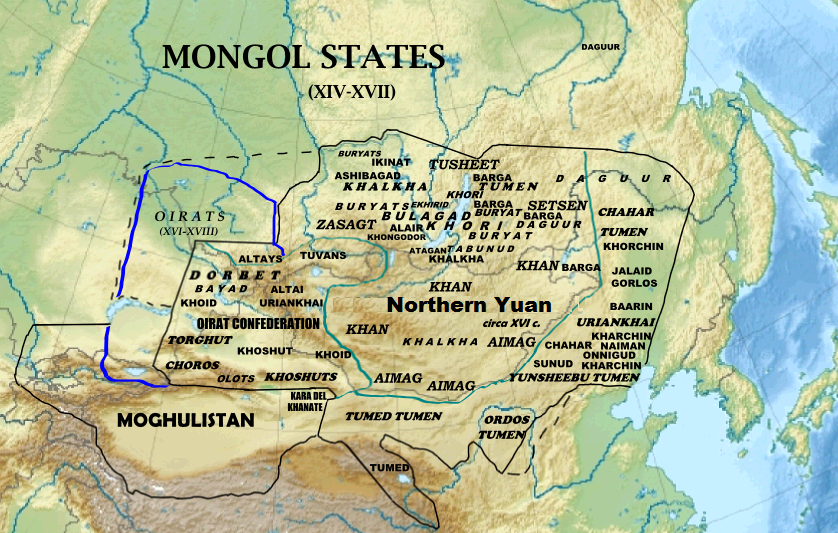
몽골의 주: 1. 북원(北元) 2. 4 오이라트 3. 모굴리스탄 4. 카라 댈

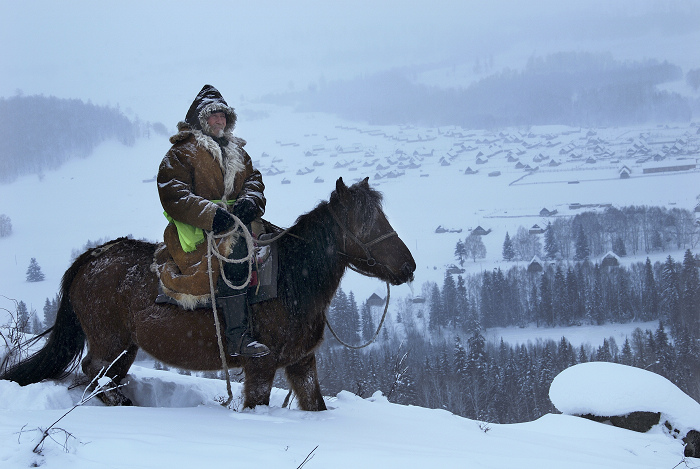
투바인과 타뉴 우량카이

우량카이(몽골어: ᠤᠷᠢᠶᠠᠩᠬᠠᠶ, 중국어 간체자: 乌梁海, 정체자: 烏梁海, 병음: Wūliánghǎi, 페르시아어: اوريانكقت Ūriyānkqat)는 중세 몽골에서 몽골 고원의 유목민들이 자기들보다 북쪽에 살면서 수렵채집하는 알타이 우량카이, 투바인, 야쿠트인 등의 "삼림민", “숲사람”들을 가리키던 말이다. 한자로는 알랑개(斡朗改), 올량합(兀良哈)이라고도 표기했다.
일 칸국의 라시드알딘 하마다니가 쓴 『집사(集史)』에서는 우량카이를 시베리아와 접하는 북방의 숲에 사는 "수렵민 우량카이"와 몽골 초원지역에 진출한 "유목민 우량카이"로 양분해 설명하고 있다. 수렵민 우량카이는 양도 소도 말도 모르고 방목지의 게르도 모르고 자작나무 껍질로 만든 막집에 살며 생활했는데, 우연히 자신들의 거주지에 들어온 양을 발견하고 곧 그 양과 소의 생육장소를 찾다가 숲에서 나와 초원에 진출했다는 것이 유목민 우량카이의 기원설화이다. 수렵민 우량카이는 소위 삼림민(اوريانكقت بيشه Ūriyānkqat-i bīsha)들이라고 불리었고, 그들의 영역은 코리 튀메드 및 오늘날의 키르기스스탄 등지와 접했다. 몽골 제국 시대에 활약한 우량카이 출신 사람으로는 사준사구의 일원인 젤메, 수부타이 등이 있다.
14세기 중반 우량카이는 둥베이 요양에 살았다. 우량카이의 지도자 나하추는 거의 반독립 상태의 군벌이었는데, 1375년 북원과 협력하여 요동반도를 공격했다. 이후 나하추는 만주 남부에서 할거했으나 명나라의 공격으로 1388년 항복한다. 한편 몽골 북부 우량카이는 난을 일으켰다가 1538년 다얀 칸에게 토벌되고 대부분이 할하에게 흡수되었다. 바트무크 다얀 칸은 우량카이의 투먼을 해산시켰다.
몽골 중앙에 살던 우량카이는 헹티 산맥 부근에 살다가 16세기 초에 알타이산맥 방향으로 이동했다. 일부는 북원 아래에서 오늘날의 후브스굴 주로 이동하기도 했다. 몽골 헹티 산맥 부근에 우량카이의 후예들이 아직도 살고 있으며, 그 인구는 2010년 기준 26,654 명이다.
1575년 청나라는 북부 국경에 우량카이 팔기를 설치했는데, 이 우량카이는 물론 야인여진 우량카이가 아닌 몽골 우량카이를 이름이다. 팔기군으로 편성된 우량카이는 후브스굴 우량카이, 탄누 우량카이, 켐치크, 살차크, 토주(이상 모두 투바계), 알타이인이 있다.
17세기 초가 되면 우량카이라는 말은 북서부 지방에 드문드문 흩어져 사는 부족들을 그들이 사모예드계인지 튀르크계인지 몽골계인지 상관하지 않고 퉁쳐서 일컫는 말이 되었다. 1757년 청나라는 최북방 국경에 우량카이 기를 설치했다. 몽골인들은 투반인들을 우량카이라고 불렀다. 또 오늘날의 바잉울기 주, 허브드 주에 살던 부족들을 알타이 우량카이라고 불렀는데, 이들은 오이라트와 관련되었음이 확실해 보인다. 또 동부 몽골의 다얀 칸 밑에도 6개 투먼으로 된 우량카이 부족이 있었다. 이 우량카이는 젤메와 수부타이의 출신 부족이었다고 전해진다. 알타이 우량카이나 홉스굴 우량카이는 튀르크계나 사모에드계가 없었다.

## 다른 뜻
한국어에서는 여진의 일파를 "올량합(兀良哈)" 또는 "올적합(兀狄哈)"이라고 일컫다가 이 말이 변해 "오랑캐"가 되었는데, 주로 14세기 ~ 15세기에 중화문명에 포함된 세계를 공격하는 외부의 야만인이라는 맥락에서 사용되었다. 조선에서 일컬은 올량합은 몽고 계통 민족인 우량카이와 무관하고 두만강 유역에 살던 야인여진 부족인 왈카부를 이름인데, 이들은 중국 쪽 사서에는 와이객(瓦爾喀)이라고 기록되어 있다. 청나라를 건국한 건주여진은 야인여진을 워지(만주어: ᠸᡝᠵᡳ weji, 한국 한자: 渥集 악집)라고 불렀는데 “숲”이라는 뜻이다.
한편 야쿠트인의 옛 이름 중에도 "우랑하이 사하(Uraŋxai Sakha)"가 있다. 하지만 야쿠트는 몽골계 민족인 우량카이가 아니며, 이는 단순히 야쿠트인의 다른 이름에 불과하다. 러시아의 파벨 네볼신은 1850년대 볼가 칼미크인 중 "우란쿠(Urankhu)" 씨족이 있다고 기록한 바 있다.